# Furukawa Daigo
Daigo Furukawa (古川 大悟 (Cổ-Xuyên Đại-Ngộ) Furukawa Daigo, sinh ngày 15 tháng 9 năm 1999) là một cầu thủ bóng đá người Nhật Bản. Anh thi đấu cho JEF United Chiba.

## Sự nghiệp
Daigo Furukawa gia nhập câu lạc bộ tại J2 League JEF United Chiba năm 2017.